# Winton Blount
Pour les articles homonymes, voir Blount.
Winton Malcolm Blount, Jr. surnommé Red Blount, né le 1er février 1921 à Union Springs (Alabama) et mort le 24 octobre 2002 à Highlands (Caroline du Nord), est un homme politique américain. Membre du Parti républicain, il est Postmaster General des États-Unis entre 1969 et 1972 dans l'administration du président Richard Nixon.